# عزلة الزبيرات (المحويت)

تعديل مصدري - تعديل

عزلة الزبيرات هي إحدى عزل مديرية شبام كوكبان في محافظة المحويت اليمنية ويبلغ تعداد سكانها 2171 نسمة حسب التعداد السكاني في اليمن لعام 2004.